# 約翰·埃德加·胡佛大樓
約翰·埃德加·胡佛大樓（英語：J. Edgar Hoover Building），是現時美國聯邦調查局總部所在地，坐落於美國首都華盛頓哥倫比亞特區賓夕法尼亞大道西北935號地段。1972年5月4日，時任總統尼克松批准並簽署了92-520號國會法案，正式宣布把當時尚未落成啟用的聯邦調查局新總部大樓命名為約翰·埃德加·胡佛大樓，以紀念剛去世兩天的首任聯邦調查局局長約翰·埃德加·胡佛。

## 建築計劃
在聯邦調查局成立初期，作為美國司法部轄下的一個機構，調查局並沒有獨立的總部大樓，當時的總辦公室設立於罗伯特·F·肯尼迪司法部大楼內，和司法部及其他屬下部門共享辦公場地。隨著調查局的規模和職能的擴張，美國國會在1962年4月批准局方修建獨立的總部大樓，為處理日益繁重的公務提供更充裕、更適合的辦公場地。新大樓建築工程的費用由總務管理局（General Services Administration）負責分配。在建築設計方面，總務管理局採納了查爾斯·F·墨菲及其合作夥伴提交的設計方案，而在建築工程方面，Berswenger，霍克，阿諾德和其他建築承包商則受到總務管理局的委託，聯手負責新大樓的承建任務。
胡佛大樓的設計工作於1964年完成，1967年12月6日，建築工程正式開展。1975年9月30日，時任美國總統杰拉尔德·福特主持了新大樓的啟用典禮。在此之前，自1974年6月28日開始，聯邦調查局的職員已經陸續搬遷至胡佛大樓辦公，聯邦調查局搬遷工作一共持續了3年，直到1977年6月才全部完成。

## 建築風格
胡佛大樓在建築風格上屬於典型的粗野主义設計，屬现代主义其中一個流派，在1950至1960年代末期流行於西方世界。大樓的外牆全部以澆灌混凝土建造，和其他粗野主義的建築物一樣，胡佛大樓在美學上和實用性上都遭受不少批評。華盛頓人雜誌（Washingtonian magazine ）甚至把它和肯尼迪中心一起調侃為其中一座「我最想推倒的建築物」。根據建築圖則，大樓總面積為 2,800,876 平方呎（260,201 平方米），可容納7,090名職員辦公。

## 外部連結
- Model of the J Edgar Hoover FBI Building （页面存档备份，存于）—Google 3D 模型